# Quella nostra estate
Quella nostra estate (Spencer's Mountain) è un film del 1963 scritto, diretto e prodotto da Delmer Daves.
Tratto dal romanzo Spencer's Mountain dello scrittore statunitense Earl Hamner Jr., la storia venne poi trasposta nella serie TV Una famiglia americana (The Waltons).

## Trama
Gli Spencer sono una grande famiglia americana che vive nelle Grand Teton Mountains del Wyoming nei primi anni Sessanta. Il patriarca della famiglia con nove figli è il padre Clay Spencer, fieramente indipendente e che si dedica totalmente alla propria famiglia. Instancabile, egli lavora in una miniera, facendo mille sacrifici. Mentre resiste all'influenza della religione e delle pratiche religiose, egli ha difficoltà a mantenere alla moglie Olivia le promesse di poter mandare il primogenito Clay Spencer Jr. – che tutti chiamano "Clayboy" – a studiare all'università, e di costruire la nuova casa per la famiglia. L'area dove vivono è rurale, e la famiglia Spencer non possiede né un veicolo a motore né un cavallo, e nemmeno hanno il telefono.
Viste le limitate possibilità economiche, la famiglia non potrebbe farcela ma, con l'aiuto del pastore e di una insegnante, il sogno di andare a studiare all'università di Clayboy si avvera.